# Taraxacum humbertii
Taraxacum humbertii là một loài thực vật có hoa trong họ Cúc. Loài này được Maire miêu tả khoa học đầu tiên.